# Credo (együttes)
A Credo együttes magyar templomi beatzenekar, mely 1972–1985 között a Budapest-Krisztinavárosi templomban zenélt, és azóta alkalomszerűen lépnek fel.

## Előzmények – az első próbálkozások a Krisztinavárosban 1967-69
1966-ban három krisztinavárosi ministráns: Becker Gábor (basszusgitár), Czigler Ágoston (dob) és Schreffel Károly (gitár) zenekart alapított. Megtanultak néhány számot, felléptek egy-két osztály- és egy iskolabálon, aztán a tagok külön utakon folytatták a zenélést. 1969-ben Rozsályi Zoltán káplán biztatására Becker több formában is megpróbálkozott a diákmisék gitárral való színesítésével: Kócziás György akkor fiatal kántorral közösen elektromos gitárral és orgonával– jobb híján – a népszerűbb népénekeket kísérték.

## A gyökerek: Pannonhalma 1968–72
Czigler 1968-tól a Pannonhalmi Bencés Gimnáziumban kezdte el gimnáziumi tanulmányait, ahol gitározni tanuló osztálytársával, Ongjerth Richárddal 1970-ben zenekart alapítottak további osztálytársaik, Tóth József (ének, furulya) és Miklósi Miklós (basszusgitár) részvételével. Az akkor szokásos, futó slágerekből álló repertoár összeállítása mellett úgy döntöttek, hogy megtanulják és iskolatársaiknak előadják a néhány évvel korábban a budapesti Mátyás-templomban előadott beatmisét is, ezzel érdekesebbé, vonzóbbá téve az egyházi iskolában kötelező szertartásokon való részvételt. Mivel nem sikerült megszerezniük a Szilas-féle kottákat, Ongjerth Czigler közreműködésével saját maga kezdett el számokat írni, részben a szintén odajáró Baróczi Sándor, részben saját szövegeire. 1971 tavaszán az akkor fiatal zenetanár Áment Lukács szervezésében spirituálé-misét játszottak a pannonhalmi Bazilikában, majd 1971 őszére összeállt az első beatmise anyaga, amit a kollégiumi diákkápolnában előadhattak osztálytársaiknak, és a tanév során néhány másik osztálynak is. Ekkor született a CREDO név is, az osztálytársuk, Hauberl László által szervezett osztályszavazás eredményeként. 1972 júniusában, az érettségi bankett utáni délelőttön a kollégium eszközeivel magnóra vették addigi saját szerzeményeiket, amit aztán kisipari módszerekkel kb. húsz példányban hanglemezre sokszorosíttattak, és ezeket családtagjaik, barátaik körében terjesztették.

## A CREDO a Krisztinavárosban: beatmisék 1972–77
Érettségi után a Budapesten lakó Czigler és Ongjerth a budai krisztinavárosi templomban szerette volna folytatni a beatmiséket, ahol Czigler Becker Gáborral a „templomkörnyéki ifjúság” zene iránt fogékony tagjaként már próbálkozott hasonlóval, és ahol a CREDO 1971 húsvétján és karácsonyán egy-egy alkalommal már fellépett (az akkoriban KITT-Egyletté bővülő legendás Illés-együttes felszerelésével).
Mivel Tóth és Miklósi, akik Budapesttől távol laktak, a krisztinavárosi zenélésben nem tudtak szerepet vállalni, basszusgitárosnak Becker Gábort hívták meg, aki néhány hónapon belül a CREDO operatív menedzserévé vált. Ezzel a felállással kezdték meg rendszeres fellépéseiket a Krisztinavárosi templom fél 12-kor kezdődő, jobbára idősebbek által látogatott miséjén, miután egy szeptember végi bemutatót követően Gyimóthy Károly plébános megszavaztatta a részt vevő híveket, és az eredmény egyértelműen pozitív volt, először minden, majd fél év után minden második vasárnap. Még az ősz folyamán belépett a zenekarba a krisztinavárosi közösséghez tartozó, karvezetőként hivatásos zenésznek készülő Mindszenty Zsuzsánna, aki énekesként, és – kezdetben a templom nagyorgonáján – billentyűsként játszott a zenekarban. 1972–73 telén csatlakozott az együtteshez énekes-vokalistaként Bugányi Zsuzsa, majd Hampel Mária és Koczor György is.
A technikai háttér biztosításában kulcsszerepe volt Rozsályi Zoltán krisztinavárosi káplánnak, aki az induláshoz saját megtakarított pénzéből (televízió helyett) egy 40 W-os, négycsatornás Vermona-Regent 60 márkájú erősítő és a hozzá tartozó két hangfal megvásárlását finanszírozta, amelyet a zenekar aztán teljes működése során használt. A kiegészítő eszközök – pl. mikrofonállványok, kábelek, dobozok, stb. – nagyobb részét Becker készítette el. Még 1972-ben nekiláttak a repertoár továbbfejlesztésének: a liturgikus időszakokhoz csatlakozóan előbb adventi dalokat dolgoztak fel, majd karácsonyi énekeket, ekkor született az első krisztinai szerzemény, a Karácsonyi rock and roll is.
1973–74-ben a feldolgozások mellett egyre több saját szerzeményt játszottak, a két év alatt összesen 24 szám született, nagyrészt Ongjerth zenéjével, Greskovics Klára (Becker későbbi felesége) szövegével, de jelentkezett szerzőként Becker és Mindszenty is, valamint újabb népének-feldolgozásokat is bemutattak.
1973 tavaszától az együttes más templomokba szóló meghívásoknak is eleget tett. Játszottak a budapesti Damjanich utcai regnumos pincekápolnában éppúgy, mint a Mikszáth Kálmán téri Krisztus Király kápolnában, vagy a bagi plébániatemplomban. Szeptemberben a zenekar – valóra váltva Pannonhalmáról érkező alapítóinak egykori álmát – a pannonhalmi Bazilikában lépett fel egy diákmisén, akkorra a korábbi főzeneigazgató nyugdíjba vonulását követően az indulást támogató Áment Lukács lett a Bazilika zenei vezetője. 1974-ben kétszer is felléptek a „konkurens” Mercedes-együttes fellegvárában, a józsefvárosi Jézus Szíve templomban.
1973 őszén Bugányi Zsuzsa abbahagyta az éneklést, viszont 74 tavaszán jelentkezett a zenekarba Gegesi Mária, aki nem csak énekesként, hanem hegedűn és furulyán is gazdagította a CREDO hangzásvilágát.
1974 szeptemberében Ongjerth 11 hónapra bevonult katonának, helyére énekesként Tóth József, gitárosként pedig Kégl László lépett be az együttesbe. Utóbbi korábban a józsefvárosi Jézus Szíve templom Mercedes együttesének kiváló szólógitárosa volt, de ott megszűnt az erősítővel való zenélés lehetősége. Ettől kezdve havonta játszottak miséken. 1975-ben Borlói Rudolf székesfehérvári zeneszerző kortárs magyar miséjének krisztinavárosi bemutatóján szerepelt a zenekar. 1975 augusztusában Ongjerth leszerelt és ritmusgitárosként visszatért a zenekarba, 1975 kora őszén kivált az együttesből Czigler, helyét a doboknál Kiss „Gyuri” Endre vette át. 1975 októberében felléptek a Blanckenstein Miklós által szervezett Dorogi Találkozón.
Tovább fokozta a krisztinai beatmisék népszerűségét, hogy 1977-ben átkerült az eredetileg szerény látogatottságú fél 12-es miséről az akkor káplánnak odahelyezett fiatal pap, Blanckenstein Miklós által tartott vasárnap esti misékre.

## A Szupersztártól Bob Dylanig: önálló műsorok 1977–85
1976-ban a zenekar tagjai elhatározták, hogy önálló műsor keretében előadnak egy bőséges magyar nyelvű összeállítást Andrew Lloyd Webber – Tim Rice világsikert aratott Jézus Krisztus Szupersztár című rockoperájából. Ehhez persze nagyobb szereplőgárdára, főként férfi énekes szólistákra és vokálra volt szükség, ezért a Felső-krisztinavárosi templom kórusának énekeseit kérték fel a közreműködésre. A szereposztás szerint Júdást Pattantyús-Á. Károly, Heródest Szikora József, Mária Magdolnát Gegesi Mari, Kajafást az első előadásokon Horváth András, később Rácz András, Pilátust Ongjerth Richárd énekelte. Kulcskérdése volt a szereposztásban a legnehezebb szólam, Jézus megszólaltatása, erre a gitáros-énekes szólistaként már némi ismertséget szerzett Domján Gábort (Domján Gábor felvételei a Youtube-on itt) kérték fel, aki nagy átélésével és hatalmas invenciójával nem csak a közönségben, hanem a zenésztársakban is mély benyomásokat keltett. A produkcióhoz vokalistaként csatlakozott a Felső-krisztinai kórusból Hardy Edit, Szebedy Zille, Szuhy Márta, Tőkés Tünde, Tihanyi Ágnes és Hausenblasz József is, billentyűsként – Mindszenty „szülési szabadsága” miatt – a krisztinai közösséghez tartozó Viosz Károly, dobosként pedig – az időközben távozott Kiss Endre helyére – Kossuth Gábor szállt be.
A csaknem egyórás összeállítás bemutatója 1977 nagyböjtjében a krisztinavárosi templomban volt, és közvetlenül ezután, március 24-én Gegesi munkahelyén, az újpesti Gyógyszerkutató Intézetben, majd több más templomban is nagy sikerrel adták elő a műsort, amelynek több számát a beatmisék programjába is beillesztették. Mivel a Szupersztárból nyilvános rendezvényeken Magyarországon addig csak néhány számot játszottak, és a teljes rockopera E-Klubbeli bemutatását néhány évvel korábban az akkori kultúrpolitika betiltotta, ez az előadás egyfajta magyarországi ősbemutatónak is tekinthető. Bár az együttes csak az opera mintegy felét kitevő válogatást játszott el, ezt kilenc évvel az Rock-Színház 1986-os bemutatója előtt tették.
A siker nyomán Domján állandó tagja lett a zenekarnak, és közreműködésével újabb önálló programok összeállításába kezdtek, a hatvanas-hetvenes évek fordulóján világszerte terjedő Jézus-mozgalom nagysikerű rockoperáinak felhasználásával.
A Szupersztár után a Lloyd Webber – Rice szerzőpáros előző, bibliai témájú oratóriumát, a később musicalként is játszott József és a csodálatos színes szőttes álomkabátot tűzték műsorra, Domján magyar fordításában, részben szintén Felső-krisztinás szólisták – Szikora, Hausenblasz, Rácz – és vokalisták közreműködésével. Ennek a magyarországi ősbemutatóját 1978-ban a krisztinai templomban tartották, és sikerrel játszották egyebek mellett a városmajori és a zugligeti templomban is. A továbbra is rendszeresen folytatódó beatmisékkel és a saját műsorokkal párhuzamosan a zenekar több tagja közreműködött a Felső-krisztinavárosi templom ének- és zenekarát vezető, és a Szupersztárban énekesként is fellépő Pattantyús-Á. Károlynak a Babits Mihály verseire írott Psychoanalysis Christiana című rock-oratóriumának bemutatóján, 1978-ban.
A következő önálló műsor Stephen Schwartz és szerzőtársainak Godspell című, újszövetségi szövegeket megzenésítő, a Szupersztárhoz hasonlóan nagysikerű filmben is feldolgozott musicaljének oratórikus előadása volt, szintén Domján – kisebb részben Becker – magyar fordításában. A József szereplőgárdája ebben a darabban Puskás Krisztina énekessel egészült ki. A darabot 1980-ban – szintén magyarországi ősbemutatóként – mutatták be, és a már szokott módon a következő években több templomban és egyházi gimnáziumban (Pannonhalma, Debrecen, Kecskemét) is bemutatták. Ekkor dobosként Jakab István váltotta a zenekarban Kossuth Gábort, a billentyűkhöz pedig visszatért a beatmiséken ismét szerepet vállaló Mindszenty.
A zenekar utolsó önálló programja egy a hetvenes évek végén megkeresztelkedett Bob Dylannek a tanúságtevő dalokat tartalmazó lemezeiről – Slow Train Coming (1979) és Saved (1980) – származó számokat feldolgozó összeállítás volt, Domján Gábor feldolgozásában és magyar szövegfordításaival. A Dylan-műsorhoz Domján felesége, Domjánné Harsányi Katalin, és a reneszánsz együttesekben nemegyszer kontratenor szólamokat is éneklő Csányi Tamás csatlakozott énekes szólistaként az együtteshez, billentyűsként a krisztinavárosi Fodor Artúr mutatkozott be. A dobokhoz az időközben távozott Jakab István helyére a szintén krisztinavárosi Kárpáti Attila ült, és énekesként a harmadik „szülési szabadságáról” visszatért Mindszenty is fellépett. A műsor bemutatója 1983-ban volt, és a szokásossá vált módon több helyen is előadták.
Az együttes 1984-ig folytatta a rendszeres zenélést a Krisztinavárosban, és 1984. június 15-én a krisztinavárosi templomban törzsközönségüknek, majd 1984. június 17-én a szentendrei ferences gimnázium tornatermében barátaiknak és családtagjaiknak előadott, a zenekar pályafutását átfogó búcsúkoncerttel fejezte be aktív korszakát. Meghívásoknak eleget téve egy évvel később, 1985. május 25-én a budapesti Bakáts téri, június 1-jén pedig a városmajori templomban léptek fel a Dylan műsorral – utóbbiról az akkoriban vadonatújnak számító videotechnikával felvétel is készült Csobay Zoltán közreműködésével – majd befejezték közös zenei pályafutásukat.

## Utóélet: 1985-től
Tíz évvel később, 1995. október 28-án a Káposztásmegyeri templomban az egykori Dorogi találkozó 20. évfordulójára rendezett, az egykori templomi beat zenekarokat mozgósító emlékműsorra ismét összeállt a CREDO csapata – ezúttal már az időközben Nagy-Britanniába költözött Kégl nélkül – ahol mintegy egyórás műsort mutattak be, és részt vettek a Szilas mise néhány számának más együttesek zenészeivel közös előadásában is.
1997. október 17-én, a CREDO krisztinavárosi kezdésének negyedszázados évfordulóján a városmajori kistemplomban adtak csaknem két órás koncertet. Ennek az egyik érdekessége volt, hogy szólógitáron Ongjerth Richárd fia, Ongjerth Dávid működött közre a külföldön élő Kégl helyett.
Újabb fellépésükre 2006. szeptember 16-án került sor, amikor a zenekar énekese, Gegesi Mari és hangtechnikusa, Becker Péter 25 éves házassági évfordulós miséjén Gegesi Mari, Domján Gábor, Ongjerth Richárd, Becker Gábor, Mindszenty Zsuzsánna, Fodor Artúr, Kárpáti Attila, Ongjerth Dávid összetételben játszottak.
A CREDO alapítói meghívást kaptak a 2013. május 25-én a bencés diáktalálkozó alkalmából a Pannonhalmi Bencés Főapátság arborétumának biomassza-tárolójában szervezett, az ott korábban működött diákzenekarokat felvonultató Pannonhalmi Woodstock fesztiválra, ahol pannonhalmi alapító tagokkal együtt, Czigler Ágoston, Ongjerth Richárd, Tóth József, Becker Gábor, Domján Gábor, Gegesi Mari, Fodor Artúr felállásban mintegy 50 perces műsort adtak. A szintén Pannonhalmán végzett Kárpáti Attila itt néhány Cseh Tamás számból álló saját műsort is adott, majd a CREDO műsorának második felében ő váltotta Cziglert a doboknál. A műsorról videófelvétel készült, amely az internetre került. Ennek nyomán a zenekar 2013. szeptember 21-én, 16 év után ismét a városmajori kistemplomban adott másfél órás koncertet, ahol a Pannonhalmán fellépett formációhoz Mindszenty Zsuzsánna, Csányi Tamás, Szikora József, Rácz András és Pattantyús-Á. Károly is csatlakozott. Ezt követően a zenekar 35 perces műsort adott a Dorogi Fesztivál 40. évfordulója alkalmából a Városmajori Kistemplomban  2015. szeptember 25-én rendezett emlékkoncerten, melynek videofelvétele a nyilvánosság számára is elérhető az interneten .
2022. november 5-én a zenekar ismét koncerttel ünnepelte meg krisztinavárosi megalakulásának 50. évfordulóját a városmajori kistemplomban, ahol a mintegy százfős közönség előtt másfél órás műsort adtak, Domján Gábor, Ongjerth Richárd, Becker Gábor, Gegesi Mary, Mindszenty Zsuzsánna, Czigler Ágoston, Fodor Artúr, Kárpáti Attila, Ongjerth Dávid felállásban. A műsor keretében Domján Gábor emlékezett meg a 2021 decemberében elhunyt Kégl Lászlóról, majd 2023. február 11-én az óbudai Don Bosco Oratóriumban megismételték az előadást. Mindkét előadás felvétele megtekinthető a Youtube-on .
2024. május 4-én ismét a Don Bosco Oratóriumban tartottak másfél órás koncertet, amelyen ezúttal a korai, 40 éve nem játszott saját számok mellett az egykori Bob Dylan-műsor felújított, kibővített programját adták elő, Czigler Ágoston nélkül, Csányi Tamás vendégszereplésével, a doboknál Kárpáti Attila helyett Nyáry Zsigmond közreműködésével .

## Zenei stílusok
A CREDO a kezdeti, pannonhalmi korszakban a körülményeknek – és a tagok szerény hangszertudásának – megfelelően világos harmóniákból álló, igen egyszerű felépítésű és hangszerelésű, popos dalokkal kezdett, bár a pannonhalmi lemezen található húsvéti dal már a rock felé való elindulást tükrözi.
A krisztinai újraindulás a sokszínűség és a hangszeres tudás, illetve a technika vitathatatlan erősödése mellett a folkos, countrys számok mellett a keményebb rock felé való elmozdulást mutatja. Ongjerth szerzeményei – nem kis részben az erőteljes riffeknek és a gitáros által főként a szólóbetéteknél előszeretettel használt torzítópedálnak köszönhetően – sokszor a kor keményebb rockjával való rokonszenvet tükrözik, míg Mindszenty számai inkább a folk, Becker Gábor számai pedig a kortárs komolyzene hatásait idézték.
Egységesebbé, egyúttal karakteresebbé és színesebbé vált a zenekar hangzása Kégl szólójátékával, aki wah-pedállal tette változatosabbá kiérlelt hangszertudásról tanúskodó szólóit.
Domján belépése a zenekarba a folk és a blues vonásainak erősödését hozták, míg az önálló műsorok rendszerint kissé popos feldolgozásban követték az eredeti előadást. Kivételt jelentett ez alól a Dylan-összeállítás, ahol Domján feldolgozása és a felkért szólisták előadásmódja inkább a soul, illetve a folk felé vitte el az eredetileg inkább bluesos számokat.

## A zenekar tagjai
- Czigler Ágoston, ének, dob – 1970–1975
- Ongjerth Richárd, ének, elektromos és 12 húros akusztikus gitár, mandolin – 1970–1985
- Becker Gábor, basszusgitár, tenorfurulya – 1972–1985
- Mindszenty Zsuzsánna, ének, billentyűsök, furulya, doromb – 1972–76, 1981–1985
- Gegesi Mária, ének, hegedű, furulya – 1974–1985
- Kégl László, szólógitár – 1974–1985
- Domján Gábor, ének, gitárok – 1977–1985
- Viosz Károly, billentyűsök – 1976–1980
- Fodor Artúr, billentyűsök – 1982–1985
- Kiss „Gyuri” Endre, dob – 1975–1976
- Kossuth Gábor, dob – 1976–1979
- Jakab István, dob – 1979–1982
- Kárpáti Attila, dob – 1982–1985

## Közreműködők, vendégfellépők
- Bugányi Zsuzsa, ének – 1973
- Hampel Mária, ének – 1973
- Koczor György, ének – 1973–74
- Szikora József, ének – 1977–1981
- Pattantyús-Á. Károly, ének – 1977–78
- Hausenblasz József, ének – 1977–78
- Rácz András, ének – 1977–81
- Hardy Edit, Szebedy Zille, Szuhy Márta, Tőkés Tünde, Tihanyi Ágnes, vokál – 1977–78
- Puskás Krisztina, ének – 1980–81
- Domjánné Harsányi Katalin, ének – 1983–85
- Csányi Tamás, ének – 1983–85

## Felszerelés
A pannonhalmi kezdéskor Ongjerth Richárd egy a Thököly út – Dózsa György út sarkán lévő hangszerésznél félkészre készíttetett, és saját munkával, az akkori TRIÁL hangszerboltokban kapható alkatrészekkel befejezett féldob gitárral, Miklósi Miklós pedig egyik osztálytársuk, Hufnágel Ferenc által készített lapgitárból átalakított basszusgitáron, míg Czigler az iskola dobfelszerelésén játszott. Erősítőként a gimnázium nagyteljesítményű Siemens lemezjátszójának erősítőegységét használták.
A krisztinai újrakezdés során jelentős fejlődést jelentett a négycsatornás, két hangfalon szóló 40 W-os Vermona-Regent 60 énekerősítő, majd a Becker Gábor által megvásárolt kétcsatornás, 25 W-os Vermona gitárerősítő, amelyre a basszusgitár mellett Ongjerth gitárját is csatlakoztatták. Gitárjaikat használtan vásárolták Stiglitz Erzsébet Böszörményi úti hangszerkereskedésében. Ongjerth egy 1963-as évjáratú, feketére átfestett csehszlovák Futurama elektromos gitáron, valamint egy ismeretlen márkájú 12 húros akusztikus gitáron, Becker Gábor pedig egy sajátkezű esztétikai tuninggal átalakított magyar gyártmányú Moni basszusgitáron játszott.
Kégl akkor rendkívül színvonalasnak számító felszereléssel rendelkezett. Framus, majd 1976-tól Fender Telecaster gitárjához 20 W-os Meazzi 222 gitárerősítőt és Cry Baby, majd Electro Harmonix Doctor Q envelope follower (autowah) pedált használt.
A billentyűs hangszerek többször változtak, a technika haladásával párhuzamosan a Vermona klavikordtól a Domján tulajdonában álló kétklaviatúrás elektromos orgonán át Fodor Roland szintetizátoráig.

## Felvételek

### Hanglemez
Credo ’72 – a pannonhalmi felvételek kisszériás, kisipari vágású hanglemezen, 1972. július, forgalomba nem került, családi, baráti körben terjesztették, nagyobb részük meghallgatható a YouTube-on.

### Magnókazetták
1980-tól az együttes lényegében minden műsoráról felvételt készítettek, amelyekből válogatások készültek; ezek szintén csak baráti körben kerültek terjesztésre.
1. A Krisztinavárosi Credo Együttes – válogatás az 1981-83 közötti miséken készült felvételekből – 90 perc (felvétel és utómunkálatok Becker Gábor)
2. Búcsúhangverseny – az 1984. június 17-én a szentendrei Ferences Gimnázium tornatermében tartott előadás felvétele (felvétel: Becker Péter, utómunkálatok: Becker Gábor)
3. Godspell – az 1981. február 21-én a Kecskeméti Piarista Gimnázium színháztermében tartott előadás felvétele
4. Bob Dylan-összeállítás – az 1985. június 1-i városmajori előadás felvétele (felvétel: Becker Péter, utómunkálatok: Becker Gábor)
5. József és a csodálatos színes szőttes álomkabát – A Bakáts téri templombeli előadás felvétele, 1978 (készítette: Hardy Gábor, utómunkálatok: Becker Gábor)
6. „Dorogi Találkozó” – az 1975-ös találkozó 20 éves emlékhangversenye a káposztásmegyeri templomban 1995. október 28-án. A Credo együttes műsora. (felvétel: Becker Péter, utómunkálatok: Becker Gábor)
7. 25 éves koncert – emlékkoncert a Credo és a Mercedes együttes megalakulásának 25. évfordulója alkalmából – Városmajori kistemplom, 1997. október 17. (felvétel: Becker Péter, utómunkálatok: Becker Gábor)

### CD
Mary & Péter Ezüstmenyegző, 2006. szeptember 16. – az ezüstlakodalmi mise felvétele kettős CD-n:
CD#1 az ünnepeltekről készült fotók,
CD#2 a mise zenéje és Blanckenstein Miklós prédikációja, valamint a főpróbán készült „werkfelvételek”. (felvétel: Nyíri-Szabó Attila), a résztvevők, családtagok körében terjesztve

### Hangfeltételek a YouTube-on
József és a csodálatos színes szőttes álomkabát - a Bakáts téri templomban 1978. november 5-én tartott előadás hangfelvétele, készítette: Becker Péter.
Godspell – a  Kecskeméti Piarista Gimnázium Dísztermében 1981. február 21-én tartott előadás hangfelvétele, hangkészítette: Becker Péter.
Dorog ’20 – a hangfelvételt a Dorogi találkozó 20 éves évfordulós rendezvényén, Káposztásmegyeren, 1995. október 28-án készítette Becker Péter.
Mary és Péter ezüstmenyegzője, mise – a Krisztinavárosi Credo együttes közreműködésével, 2006. szeptember 16-án a krisztinavárosi Havas Boldogasszony templomban. Hangfelvétel: Nyíry-Szabó Attila.
Mary és Péter ezüstmenyegzője, főpróba – 2006. szeptember 15én a Krisztinavárosi Havas Boldogasszony templomban. Hang: Becker Péter és Nyíri-Szabó Attila.

### Videó
Valakit szolgálnod kell – videófelvétel a városmajori Dylan-előadásról, 1985. június 1. Csobay Zoltán (kép) és Becker Péter (hang) felvétele, Dylan dalok magyarul (cover) – Krisztinavárosi Credo együttes. YouTube
Krisztinavárosi Credo együttes – 25. születésnapi koncert a városmajori Kistemplomban, 1997. október 17. https://www.youtube.com/watch?v=B5H-6JpRrAE&t=3s
Credo – a Mediawave felvétele a Pannonhalmi Woodstockon, 2013. május 25-én, rendező: Hartyándi Jenő, https://www.youtube.com/watch?v=LjvsIcrIxag
Krisztinavárosi Credo együttes – Nosztalgiakoncert a városmajori Kistemplomban, 2013. szeptember 2. https://www.youtube.com/watch?v=tI_5444EKa4&t=2470s
A Krisztinavárosi Credo együttes a Dorog 40 emlékkoncerten – 2015. 09. 25. készítette: Petróczy András és Jablonkay Benedek, https://www.youtube.com/watch?v=66wsrt_NfP4&t=322s
Krisztinavárosi Credo együttes 50 – születésnapi koncert a városmajori Kistemplomban, 2022. november 29.
Jubileumi koncert másodszor – a Krisztinavárosi Credo együttes az óbudai Don Bosco Közösségi Házban, 2023. február 11., készítette Gáspár Dániel (kamera), Becker Péter (hang), Becker Ágoston és Becker Domonkos (fotók) 
Úton vagyok én – a Krisztinavárosi Credo együttes koncertje az óbudai Don Bosco Közösségi házban, 2024. május 4., készítette Tóth-Soltész Marianna (kamera) és Tóth Péter (hang), Nortyx Stúdió

## Műsortár

### A zenekar saját számai

#### Pannonhalma, 1971–72
1.	Hitbeli kétely (Ongjerth–Baróczi)
2.	Míg szomorú vagy (Ongjerth–Baróczi)
3.	Hiába minden (Ongjerth–Baróczi)
4.	A Világmegváltó (Ongjerth)
5.	Kora reggel (Ongjerth)
6.	Légy megértő (Ongjerth–Baróczi)
7.	Búcsúdal (Ongjerth)
8.	Dicsérje ének az Úr nevét (spirituáléfeldolgozás)
9.	Nyújtsd ki, tárd ki (spirituáléfeldolgozás)
10.	Életed övé (spirituáléfeldolgozás)

#### Krisztinaváros, 1972–83
* 1972
11.	Uram, irgalmazz! (Ongjerth)
12.	Szent vagy! (Ongjerth)
13.	Isten Báránya (Ongjerth)
14. 	Alleluja (átkötő dallam) (Ongjerth)
15.	Jöjj el hozzánk Urunk! (Ongjerth)
16.	Harmatozzatok (népének-feldolgozás–Mindszenty)
17.	Pásztorok, pásztorok (népének-feldolgozás)
18.	Istengyermek (népének-feldolgozás)
19.	Karácsonyi rock ’n’ roll / Ének szálljon a mennybe fel! (Ongjerth)
* 1973
20.	Ne menj el mellette (Ongjerth)
21.	Merre menjek, hova térjek (Ongjerth–Greskovics)
22.	Magányos vagy! (Ongjerth–Greskovics)
23.	Sétálsz lenn az utcán (Ongjerth–Greskovics)
24.	Ne búsulj a keresztfa alatt (Becker)
25.	Hol vagy édes Jézus (népének-feldolgozás–Mindszenty)
26.	Mária, Mária (népének-feldolgozás–Mindszenty)
27.	Nem merek igent mondani (Ongjerth–Greskovics)
28.	Ó, Uram, én Uram (Ongjerth)
29.	Istenem / Dolgaim elől rejtegetlek (Ongjerth–Czigler–József)
30.	Mosd arcodat (Ongjerth–Greskovics)
31.	Köszönöm (Ongjerth–Greskovics)
32.	Üdvözlégy Mária (Ongjerth)
*1974
33.	De kérdezem én tőled (Ongjerth–Greskovics)
34.	Hogyha a nap (Ongjerth–Greskovics)
35.	Láss meg, Uram! (Ongjerth–Greskovics)
36.	Kereslek, Uram (Ongjerth–Greskovics)
37.	Feltámadott Krisztus (Ongjerth–Becker)
38.	Szólj, ha látod! (Ongjerth)
39.	Eljöttünk, Urunk (Ongjerth–Becker)
40.	Isten/Hogyha golyóznak (Ongjerth–József)
41.	Útra kelek minden reggel (Czigler-Ongjerth–Greskovics)
42.	Ó, jöjj, ó, jöjj Üdvözítő (népének-feldolgozás–Mindszenty)
39.	Kis karácsonyi ének (Mindszenty–Ady Endre)
43.	Adjon Isten mindenkinek (Ongjerth–Ady Endre)
* 1975
44.	Zsoltár (Mindszenty–Weöres Sándor)
45.	Lennék én virág (Ongjerth–Greskovics)
* 1976
47.	Indulj, szép égi szekér (Willis–Clapton)
48.	Nől a dér, álom jár (Mindszenty–Weöres)
49.	Miért rossz a világ? (Ongjerth–Greskovics)
50.	Bethehem / Ó emberek, gondoljatok ma rá (Ongjerth–Juhász Gy.)
* 1978
51.	Volt egy Jézus (Ongjerth–Ady)
52.	Üdvözítőnk feltámadott (népének-feldolgozás – Ongjerth–Domján)
53.	Uram irgalmazz 2. (Ongjerth)
54.	Szent vagy! 2. (Ongjerth)
55.	Isten Báránya 2. (Ongjerth)
* 1979
56.	Mária Fia (Hairston–Becker)
57.	Hol vagy, édes Jézus? (népének-feldolgozás–Mindszenty)
* 1980
58.	A kis dobos (Davis–Domján)
59.	Láss meg, Uram – új feldolgozás (Ongjerth–Greskovics)
* 1982
60. 	A fényes istenarcot (Herzlich tut mich verlangen, Salve caput cruentatum) (Bach – Simon – Szt. Bernát – Rosty – Becker)
61. 	Mária, Mária (népének-feldolgozás – Becker)
* 1983
62.	Magányos vagy! – új feldolgozás (Ongjerth–Greskovics)
63.	Az Istennek szent angyala (népének-feldolgozás–Becker)

### Önálló műsorok

#### Andrew Lloyd Webber – Tim Rice: Jézus Krisztus Szupersztár – 1977
64.	Nyitány (részlet)
65.	A kép már kitisztult (Heaven on Their Minds)
66.	Minden nagyon jól van (Everything’s Alright)
67.	Hozsanna (Hosanna)
68.	Pilatus álma (Pilate’s Dream)
69.	Mária Magdolna dala (I Don’t Know How to Love Him)
70.	Az utolsó vacsora (The Last Supper)
71.	Getszemáni (Gethsemane / I Only Want to Say)
72.	Heródes király dala (King Herod’s Song)
73.	Szupersztár (Superstar)
74.	János 19:41 (John Nineteen: Forty-One)

#### Andrew Lloyd Webber – Tim Rice: József és a csodálatos színes szőttes álomkabát – 1978
75.	Nyitány (Overture)
76.	Jákob és fiai (Jacob and Sons)
77.	Az új kabát (Joseph’s Coat)
78.	József álma (Joseph’s Dream)
79.	Másnap a pusztában (Poor, Poor Joseph)
80.	Potifár (Potiphar)
81.	Zárd rám az ajtókat (Close Every Door)
82	József sorsa rosszra fordult (Go, Go, Go Joseph)
83.	A fáraó álma (Pharaoh’s Story)
84.	Szegény fáraó (Poor, Poor Pharaoh)
85.	A király dala (Song Of The King)
86.	Az álom megfejtése (Pharaoh's Dream Explained)
87.	József alkirály (Stone the Crows)
88.	Kánaán földje most de sivár (Back in Canaan)
89.	József és testvérei (The Brothers Come to Egypt)
90.	Ki a tolvaj? (Who's the Thief?)
91.	Jákob Egyiptomban (Jacob in Egypt)
92.	Csak egy álom kell (Any Dream Will Do)

#### Stephen Schwartz: Godspell (1980)
93.	Készítsétek elő az Úr útját (Prepare ye The Way of the Lord)
94.	Mentsd meg a népet (Save the People)
95.	Nap mint nap (Day By Day)
96.	Áldd lelkem Istenem (O Bless the Lord)
97.	Hidd, hogy minden jobb lesz (All for the Best)
98.	Minden nap köröttünk (All Good Gifts)
99.	Fordíts hátat az őrültségnek (Turn Back, O Man)
100.	Mondd, hová készülsz? (By My Side)
101.	Jó Atyánk, most figyelj ránk (We Beseech Thee)
102.	Lenn a folyónál (On The Willows)
103.	Finálé (Finale)

#### Valakit szolgálnod kell – összeállítás Bob Dylan dalaiból (1983)
104.	Nyugodt lélek (Satisfied Mind)
105.	Szolgálnod kell (Gotta Serve Sombody)
106.	Egykor rég nevet kapott (Man Gave Name to All the Animals)
107.	Úton vagyok én (Pressing on)
108.	Jézus osztályrésze (Property of Jesus)
109.	Kemény szikla (Solid Rock)
110.	Mikor mentek érte (In the Garden)
111.	Mikor eljön Ő (When He Returns)
112.	Akármelyik nap és szabad vagyok (I Shall be Realeased)
113.	Örökre fiatal (Forever Young)